# 브룩 벤턴

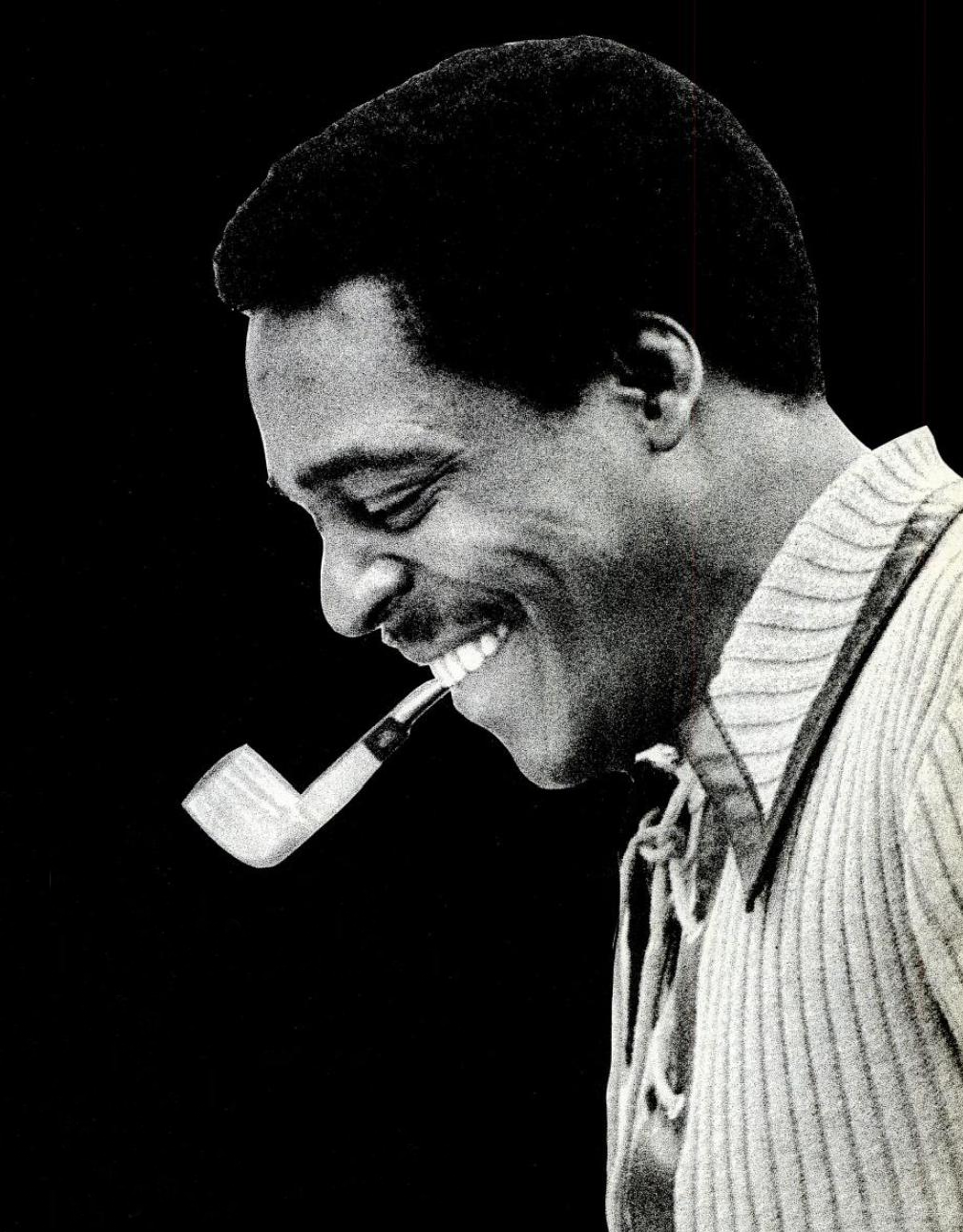
Brook Benton, 1970

브룩 벤턴(Brook Benton, 1931년 ~ 1988년)은 미국의 가수이다.남 캐롤라이나 주의 캠던에서 태어나 젊었을 때 교회성가대에서 노래를 불렀으나, 가곡 작가에 뜻을 두어 뉴욕에 진출하였다. 오랫동안 역경에 시달렸으나, 클라이드 오티스와의 콤비로 성공하였다. 또한 자작곡 《룩킹 백》을 냇 킹 콜이 불러 큰 인기를 얻었다. 이후 가수 겸 작곡가로서 활약을 계속하였다. 머큐리, 빅터로부터 많은 음반이 발매되었다.